# Cruztitla, San Luis Potosí
Cruztitla är en ort i Mexiko.   Den ligger i kommunen Xilitla och delstaten San Luis Potosí, i den centrala delen av landet, 220 km norr om huvudstaden Mexico City. Cruztitla ligger 560 meter över havet och antalet invånare är 141.
Terrängen runt Cruztitla är kuperad åt nordost, men åt sydväst är den bergig. Runt Cruztitla är det ganska tätbefolkat, med 90 invånare per kvadratkilometer. Närmaste större samhälle är Villa Terrazas, 12,0 km nordost om Cruztitla. I omgivningarna runt Cruztitla växer i huvudsak städsegrön lövskog.